# نشان رسمی تایلند
نشان رسمی تایلند (تایلندی: ตราแผ่นดินของไทย) در سال ۱۹۱۱ میلادی توسط شاه رامای چهارم در سال ۱۹۱۱ میلادی به‌طور رسمی به عنوان نشان ملی تایلند تعیین شد. با این حال، این موجود افسانه ای قرن‌ها به عنوان یک نماد سلطنتی در تایلند استفاده شده‌است. «گرادوا» روی مهرهای پادشاه تایلند و دولت تایلند برای تأیید اسناد رسمی استفاده می‌شود.
گارودا جانوری افسانه‌ای از اساطیر هندو و بودایی است. بنا بر اساطیر هندو گارودا وسیله نقلیه خدای ویشنا (در تایلند به عنوان نارایانا شناخته شده‌است) است. پادشاهان باستانی تایلند به سلطنت الهی اعتقاد داشتند و خود را وقف خداوند نارایانا می‌کردند؛ بنابراین، گارودا به نماد قدرت الهی و اقتدار پادشاه تبدیل شد.
گرادوا هم‌چنین در نشان ملی اندونزی و نشان شهر اوگانان بوتار (پایتخت مغولستان) استفاده شده‌است.